# Митт, Дмитрий Юрьевич
Дми́трий Ю́рьевич Митт (род. 16 ноября 1976, Старая Купавна, Ногинский район, Московская область, СССР) — российский футболист, защитник.

## Карьера
Воспитанник ДЮСШ «Партизан» Брянска. С 1995 года по 2003 год играл за местное «Динамо». В 2004 году перешёл в «Луч-Энергию». Дебютировал 28 марта в матче против нальчикского «Спартака» (0:1). Всего за «Луч-Энергию» провёл 11 матчей в первенстве и один матч в Кубке против читинского «Локомотива» (0:1). В 2005 году сыграл 2 матча за «Неман» в белорусской Высшей лиге.
В 2007—2010 годах был спортивным директором брянского «Динамо», а в ноябре 2012 года стал исполнительным директором клуба.

## Достижения
- Серебряный призёр зоны «Центр» Второго дивизиона (2): 2000, 2003
- Бронзовый призёр зоны «Центр» Второго дивизиона: 2001